# Piszczek (Tuchola)
Piszczek (niem. Ernsthal) – część miasta Tuchola, także południowe osiedle, położone nad zachodnim brzegiem Brdy, na skraju Tucholskiego Parku Krajobrazowego, na zachód od Rudzkiego Mostu. Zachowała się kaskada po młynie, znajdującym się niegdyś nad rzeką Kicz.